# Echeveria cuicatecana
Echeveria cuicatecana là một loài thực vật có hoa trong họ Crassulaceae. Loài này được J.Reyes, Joel Pérez & Brachet mô tả khoa học đầu tiên năm 2004.